# Eberhardine Catharine von Württemberg

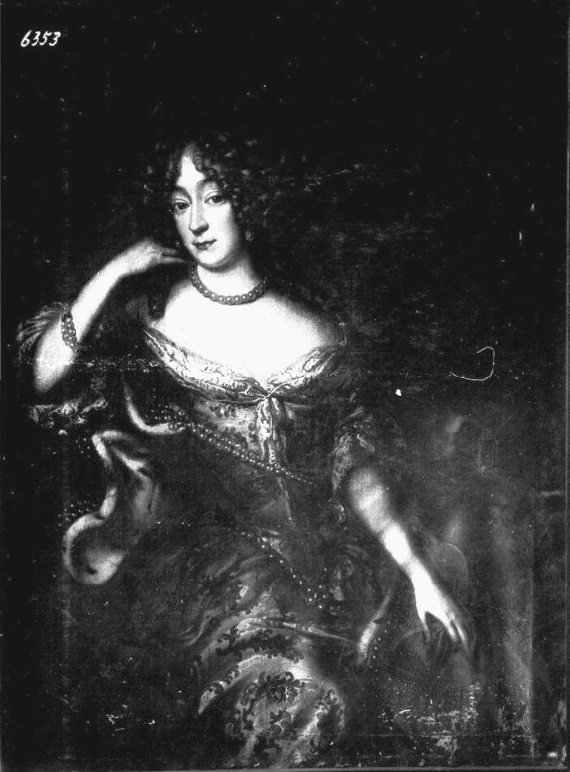
Eberhardine Catharine von Württemberg (um 1680)

Eberhardine Catharine von Württemberg, auch Eberhardina Catharina, (* 12. April 1651 in Stuttgart; † 19. August 1683 in Oettingen in Bayern) war eine Tochter von Herzog Eberhard III. von Württemberg und die Ehefrau des regierenden Fürsten Albrecht Ernst I. von Oettingen-Oettingen.

## Leben
Eberhardine Catharine wuchs im Kreis der Familie in Stuttgart, der Residenzstadt der Herzöge von Württemberg, auf. Ihr Vater Eberhard III. von Württemberg konnte auf Grund der Wirren während des Dreißigjährigen Krieges erst im Oktober 1638 aus dem französischen Exil nach Württemberg zurückkehren. Er heiratete am 26. Februar 1637 noch in Straßburg in erster Ehe die Rheingräfin Anna Katharina Dorothea von Salm-Kyrburg. Eberhardine Catharine war eines von 14 Kindern des Paares. 
Im Sommer 1675 reiste sie nach Ostfriesland um ihre Schwester Christine Charlotte, die Witwe des Fürsten Georg Christian von Ostfriesland, zu besuchen. Die Reise erfolgte mit finanzieller Unterstützung ihres Bruders Wilhelm Ludwig, der 1674 die Regentschaft des Herzogtums Württemberg übernommen hatte. Aber auch zur Familie ihrer Mutter, den Grafen von Salm, unterhielt sie engere Beziehungen.
Ihre ältere Schwester Christine Friederike heiratete im Mai 1665 Albrecht Ernst I. von Oettingen-Oettingen, den regierenden Grafen der Grafschaft Oettingen-Oettingen. Er war der Bruder von Maria Dorothea Sophia von Oettingen, der zweiten Ehefrau ihres Vaters. Mit Unterstützung seines Schwiegervaters, dem Herzog von Württemberg, erhielt er im Oktober 1674 von Kaiser Leopold I. den Reichsfürstenstand. Nur wenige Tage später verstarb Christine Friederike. Der Witwer Albrecht Ernst I. hielt im Frühjahr 1682 um die Hand von Eberhardine Catharine an. Da die Heirat mit der Schwester seiner verstorbenen Frau rechtliche Zweifel aufwarf, bemühte sich Albrecht Ernst um eine juristische Legitimation. Er gab mehrere Gutachten in Auftrag unter anderem bei den juristischen Fakultäten der Universität Königsberg, der Universität Helmstedt und der Universität Altdorf, die alle eine Heirat befürworteten. Die 20 Gutachten und weiteren Streitschriften wurden noch 1682 in einem Sammelband gedruckt und veröffentlicht, wobei aber der Name des Fürsten nicht genannt wurde. 
Die Hochzeit fand am 30. April 1682 in Oettingen statt. Eberhardine Catharine erhielt eine Morgengabe von 6.000 Gulden und als Wittum das Amt Harburg, einschließlich dem Schloss Harburg, das bereits ihrer Schwester verschrieben wurde. Die von der Württembergischen Landschaft zugesagten 32.000 Gulden Heiratsgelder wurden allerdings zum Großteil nicht ausgezahlt. Ihr Ehemann starb bereits ein Jahr später am 29. März 1683. Bei der Geburt des einzigen Kindes Albrecht Ernst von Oettingen-Oettingen am 19. August 1683, verstarb auch Eberhardine Catharine im Alter von 32 Jahren. Sie wurde in der Schlosskirche Harburg bestattet. Auch der gemeinsame Sohn Albrecht Ernst verstarb bereits wenige Wochen nach der Geburt am 6. September 1683. 
Albrecht Ernst II. von Oettingen-Oettingen, ein Sohn ihrer Schwester, wurde kaiserlicher General der Kavallerie. Er erbte nach dem Tod seines Vaters das Fürstentum Oettingen-Oettingen. 1688 heiratete er Sophia Louisa von Hessen-Darmstadt, eine Tochter des Landgrafen Ludwig VI. von Hessen-Darmstadt. Mit seinem Tod 1731 erlosch der Mannesstamm der Linie Oettingen-Oettingen. Das Erbe fiel an die Linien zu Oettingen-Wallerstein und Oettingen-Spielberg.
Ein Teil des schriftlichen Nachlasses von Eberhardine Catharine befindet sich im Landesarchiv Baden-Württemberg am Standort Hauptstaatsarchiv Stuttgart. Der Bestand mit der Signatur G 131 und dem Titel Gräfin Eberhardine Katharine von Öttingen (1651–1683) hat eine Laufzeit von 1680 bis 1682. Die Archivalien beinhalten vor allem Akten über die Zulässigkeit der Ehe und die erstellten Gutachten aber auch ihre Wittumsverschreibungen.